# Aeropuerto Internacional de Monastir-Habib Burguiba
El Aeropuerto Internacional de Monastir - Habib Bourguiba (en francés Aéroport International de Monastir - Habib Bourguiba, en árabe مطار الحبيب بورقيبة الدولي) (IATA: MIR, OACI: DTMB) es un aeropuerto que sirve a Monastir en Túnez.
Es utilizado principalmente por las aerolíneas charter que traen turistas a Túnez. Además, sirve de aeropuerto principal de la ciudad de Sousse. El handling y los servicios de tierra están proporcionados por Nouvelair.
En 2007, el aeropuerto atendió a 4.279.802 pasajeros.

## Aerolíneas y destinos
| Aerolíneas       | Destinos                                                                               |
| ---------------- | -------------------------------------------------------------------------------------- |
| Air Serbia       | Belgrado                                                                               |
| Bulgaria Air     | Sofía                                                                                  |
| Nouvelair        | San Petersburgo, Moscú Domodedovo, Montpellier, Marsella, Lyon, París CDG, Estrasburgo |
| Transavia        | Ámsterdam                                                                              |
| Transavia France | Lyon, Marsella, Nantes, París-Orly                                                     |
| Travel service   | Praga                                                                                  |
| Tunisair         | Bruselas, Ginebra, Lyon, Mánchester, Marsella, Niza, París-Orly                        |
| Tunisair Express | Malta                                                                                  |

Algunas aerolíneas operan vuelos chárter:
| Aerolíneas         | Destinos |
| ------------------ | -------- |
| Finnair            |          |
| Hello              |          |
| Nouvelair          |          |
| SmartLynx Airlines |          |
| Travel Service     |          |

## Estadísticas
Ver fuente y consulta Wikidata.